# 한강 방어선 전투
한강 방어선 전투는 6.25 전쟁 발발 초기 1950년 6월 28일에 한강 이북의 서울이 북한군에게 함락되자 한강 이남으로 철수한 국군이 한강을 대치선으로 두고 강북의 북한군과 대치하여 공방의 혈전을 벌인 혈전으로 7월 3일에 이 방어선이 무너지면서 7월 4일에 국군이 수원까지 내어놓게 된다.
이 전투 지역은 공세적인 입장에서 주도권을 행사하는 북한군 보병 4개 사단과 전차 1개 여단에 맞서 국군의 혼성 5개 사단(동해안의 제8사단과 중부전선의 제6사단을 제외한 전군)이 사활을 걸고 방어에 임하여 한국 전쟁의 대국적인 흐름에서 승패의 향배를 결정짓는 데에 가장 큰 영향을 미친 전투 중 하나라고 평가되기도 한다.

## 배경
6월 28일 아침 북한군의 서울 함락으로 걷잡을 수 없는 혼란 속에서 한강을 건넌 국군의 도하과정을 살펴보면, 대체로 의정부 정면에 투입된 병력이 광나루와 뚝섬 그리고 한남동과 서빙고의 각 도선장과 마포 및 하중리(서강) 나루터에서, 그리고 문산 정면에 투입된 병력이 행주와 이산포 나루터에서 각각 부선이나 작은 목선 등을 이용하여 강을 건넜는데, 광나루를 거친 병력은 곧장 수원으로 집결하고 뚝섬과 한남동 그리고 서빙고를 경유한 일부는 시흥과 수원으로 나뉘었으며 마포와 하중리 및 행주로 건넌 병력은 대부분 시흥으로 집결하였다.
이들 철수병력의 집결이 대강 끝난 것은 6월 28일 밤과 6월 29일 아침 사이었는데, 이 동안인 6월 28일 낮에세 수원농업시험장에 새로운 지휘소를 개설한 육군본부는 시흥 즉현재의 서울특별시 금천구)에 김홍일 소장이 지휘하는 전투사령부를 설치하고, 그곳에서 병력이 수습되는 대로 부대의 건제와 병과의 여하를 따지지 않고 혼성부대를 편성하여 우선 노량진 부근에 투입함으로써 한강방어선을 방어케 하였다.
그리하여 임선하 대령이 이끄는 혼성 제2사단과 유재흥 준장이 이끄는 혼성 제7사단 그리고 이종찬 대령이 이끄는 혼성 수도사단이 각각 연대규모에도 못 미치는 병력으로써 말죽거리-양화교에 이르는 한강 남쪽 강변을 나누어 맡아 미봉(彌縫)케 되었다.
그러나 병사들은 거듭된 철수로 말미암아 피곤이 극에 달한 상태였고, 수습된 인원도 각 연대의 실병력이 대대규모에 지나지 않았으며, 그나마 중장비는 대부분 강북에 유기한 까닭으로 공용화기도 연대 당 박격포 2~3문과 기관총 5~6정이 고작이었다.
더욱이 통신망이 확보되지 않아 횡적인 협조체제는 말할 나위도 없었거니와 종적인 지휘계통이 원활치 못하여 각급지휘관은 발을 구르며 전령의 발걸음만을 재촉하는 실정이었는데, 거기에다 모두가 혼성 편성된 부대인지라 지휘관이 그 부하를 알아보지 못하니 부하 또한 그 지휘관을 따르려 하지 않고, 저마다 본부를 찾아 흩어지기가 일쑤였다.
이런 가운데에서도 차츰 전열을 가다듬어간 국군은 이제 공포의 대상이 되는 북한군의 전차가 쉽사리 그들을 따라 건너지 못하리라는 안도감 속에서, 미군의 부원에 한 가닥 기대를 걸고, 한강이란 자연스런 방어막을 최대한 활용하여 한강 선에서 지구견수(持久堅守)를 다짐하게 된 것이다.

### 작전 계획
6월 28일 오전 총참모장 채병덕 소장이 수원농업시험장에 육군본부를 개설하고, 전날 19:00에 역시 그 곳에 미 극동군사령부의 전방지휘소(ADCOM)를 설치한 바 있는 동 지휘소장 존 H. 처치(John. H. Church) 준장과 회동하여 서울의 상실에 따른 대응방책을 협의한 결과 그 자리에서 미군의 참전 가능성에 대한 시사와 더불어 우선 시흥-수원 선에서 낙오자를 수습하여 시급히 한강 선에 투입함으로써 한강 선을 고수하여야 한다는 결론을 얻게 되었다.
이에 총참모장은 12:00에 김홍일 소장으로 하여금 시흥에 시흥지구 전투사령부(지금의 제1군단)를 설치하고, 철수병력으로써 혼성부대를 편성케 하여 이를 지휘해 한강 선을 방어하도록 임무를 부여하는 한편 제5사단장 이응준 소장에게는 수원에 위치하여 이곳에서 낙오병을 수습한 다음 지역방어를 수행하도록 하였다.
이와 같은 총참모장의 조치에 따라, 김강일 소장이 14:00에 시흥의 보병학교로 달려간바, 이때 시흥 서북쪽의 김포에서는 계인주 대령이 이끄는 김포지구전투사령부가 6월 26일에 김포 반도의 북단에 상륙한 북한군 제6사단 14연대와 김포 반도 전투와 오류동 전투를 벌이면서 김포비행장 부근으로 일전일퇴하는 중이어서 그야말로 비수가 앞뒤로 겨누어지고 있음에도 불구하고, 동학교에 집결한 육본의 참모진과 지휘관들은 각기 방어책임에 대한 부서도 정하여지지 못한 가운데에서 저마다 병력수습에만 동분서주하는 형편이었다.

## 전투 과정

### 7월 3일
이날 아침 드디어 노량진-영등포전선이 북한군의 전차에 의하여 와해되었다고 육군본부에 보고되자, 이제 수원의 포기가 결정적인 사태로 굳혀지게 되었다.
그러나 이때 이미, 7월 1일에 부산에 도착한 바 있는 미지상군의 선견대인 찰스 스미스(Smith) 특수임무부대가 대전을 지나 올라오고 있는 중에 있었으므로, 총참모장 정일권 소장은 미군이 전투참가 준비를 갖출 수 있는 시간을 얻는 것이 마지막 방책이라고 판단하고 현 전선에서 최대한 지연키로 결심하였다.
그런데 이와 같이 경수가도를 따라 전차를 선두로 한 적의 위협이 심각한 상태에 이르렀고, 또한 적 2사단의 일부가 수원 동쪽 방향으로 진행 중인 상황이었기 때문에 이제 수원은 동쪽과 동북쪽 그리고 서북쪽의 세 방향으로부터 집중공격을 받게 되었다.
한편 시흥지구사령관 김홍일 소장은 아침에 노량진의 유재흥 준장이 이끄는 제7사단과 영등포의 이종찬 대령이 이끄는 수도사단에 다음과 같은 긴급명령을 하달하였다.
| 긴급명령 |
| ①수도사단은 시흥에서 시급히 철수병력을 수습하여, 시흥 남쪽 2km의 국도 동서의 고지대에 진지를 점령하고, 국도로 지향되는 적의 침공을 견제하라. ②제7사단은 안양으로 집결하라. 혼성수도사단장 대령 이종찬 |

김강일 소장은 이에 따라 영등포-시흥도로가 북한군에 개방될 것을 감고하고, 오류동의 김포지구전투사령부에도 당면한 적으로부터 이탈하여 안양으로 철수토록 조치한 다음 11:00에 사령부를 철수하여 14:00에 안양으로 이전하였다.
수도사단은 이러한 간난 속에서도 15:00를 전후하여 시흥 남쪽에 제 1저지선을 확보하게 되었는데, 이때 제7사단은 그 일부가 시흥으로 철수치 못하고 관악산-과천으로 철수하여 곧장 수원으로 집결케 되는 가운데 안양과 군포장에서 수습된 일부로써 수도사단이 시흥 부근에서 진지를 마련하는 동안 안양천 남쪽 고지대에 제2선 진지를 급편케 되었다.
한편, 전날 군포장으로 지휘소를 옮긴 바 있는 이한림 대령이 이끄는 제2사단장은 이제 시흥전투사의 철수엄호를 맡게 되었다.
이에 사단은 지휘소를 재차 군포장 남쪽 2km로 옮기고, 전날 제 5연대장 최창언 중령의 부상에 따라 전 연대장 대리 박기성 중령으로 하여금 동 연대를 다시 지휘케 하는 가운데 안양 남쪽의 426고지(안양 남쪽 2km, 국도 서쪽)를 중심으로 진지를 점령케 하여 동 국도를 방어하도록 하였다.
한편, 총참모장의 명령에 따라 시흥전투사의 철수로를 보장하는 임무를 부여받은 제 1사단장(사단장 대령 백선업)은 오후에 수원에서 육사생도대를 배속 받아 풍덕천으로 이동하였다.
그리하여 1사단은 풍덕천 서남쪽의 188고지(풍덕천 남쪽 2km)-237고지(188고지 서북쪽 2.5km)사이에 진지를 점령케 되었는데 이는 수원에서 5km 남짓한 거리였으니 수원에서 18km가 넘는 시흥-안양 사이에서 촌각을 다투는 지연전을 벌일 시흥전투사령부의 주력에 대한 철수로의 확보가 이제 1사단에 달리게 된 것이었다.

### 7월 4일
06:00에, 전날 영등포를 석권한 리권무 소장이 이끄는 북한군 제4사단이 제105전차여단 소속의 T-34 전차 12대를 앞세우고, 경수가도를 따라 남쪽으로 침공을 시작하였다.
이윽고 북한군의 선두 전차가 YAK기 3대의 엄호 하에 시흥을 지나 삼막리(284고지 남쪽 1.6km)부근의 이현진 대리 중령이 이끄는 제8연대 진전에 모습을 들어내었는데 이때 북한군의 보병부대는 도로 서쪽의 안양천을 따라 진출하여 중박격포와 전차포의 화력지원 아래 임충식 중령이 이끄는 제18연대의 진지를 공격하였다.
이에 연대가 사력을 다하여 북한군을 저지하였으나, 제8연대의 대전차공격을 무릅쓰고 전차가 양 연대의 지극인 도로를 돌관 함으로써 10:00를 전후하여 양 연대는 각개 분산되어, 수원을 지향하여 발길을 돌리게 되고 말았으며 그 충격으로 안양의 전투사령부와 재편성중인 일부 병력도 철수길에 오르게 되었다.
또한 북한군이 안양에서 군포 쪽으로 진출한 것은 14:00였는데 여기서 426고지의 제5연대와 그 도로변의 김병화 소령이 지휘하는 보병학교의 일부 병력(수원에서 재편되어 투입 된)이 북한군의 전차를 향하여 모든 화력으로써 집중사격을 가하였으나, 전차는 유유히 본도를 돌파함으로써 군포장의 제3선도 와해되고 말았다.
이에 김홍일 소장이 직접 공병을 지휘하여 지지대고개(군포장 동남쪽 5km)마루에 나무를 잘라 기갑연대 장갑대대의 반궤도차와 함께 가로 질러놓아 대전차 장애물을 설치하는 등 백방의 노력을 다하여 전차의 남하를 저지코자 하였으나 끝내 그 진로를 막을 수는 없었다.
한편, 이와 같이 군포장 전선이 무너짐에 따라 퇴로차단의 위협에 직면하게 된 348고지 서북록의 최수창 중령이 이끄는 제3연대는 하는 수 없이 동 진지에서 물러나, 동남쪽으로 348고지를 넘어 판교쪽으로 철수케 되었는데, 선두에서 연대를 지휘하면서 퇴로를 개척하던 연대장 최수창 중령이 사기막골(판교 서쪽 4,5km) 부근에 이르러, 앞을 가로막은 적의 저격을 받아 전사하게 되고, 병력 또한 사산케 되었다.
한편, 이와 같이 적의 전차가 군포장의 제2사단 저지진지를 돌파하고 각일각으로 수원을 향하여 저돌케 되자 총참모장 정일권 소장은 육군본부를 평택으로 철수키로 하령한 다음, 제대를 편성하여 일부를 후위로 남겨 적의 침략을 저지하게 하고 본대를 차량으로 오산-평택간의 국도를 따라 철수케 하였다.
그리하여 후위부대는 수원의 북문(장안문)을 중심으로 진지를 점령케 되었는데, 이때 공병감인 최창식 대령이 전차의 침입을 막기 위하여 공병으로 하여금 북문을 파괴하여 도로를 조절토록 명령하였다.
이에 따라 박후준 중위 등이 북문의 파괴를 위한 폭파작업에 착수케 되었는데, 마침 안양에서 철수하여 동문을 지나던 수도사단장 이종찬 대령이 그 광경을 목도하자 아연실색하여 『현시점에서 이 북문을 파괴한다고 하여 전술적으로 아군에게 큰 도움이 되지 못한다. 오히려 귀중한 민족의 사적만을 인멸케 하는 결과가 될 것이니, 후일 민족의 지탄을 어찌 받을 것이냐?』라고 말함으로써 공병감으로 하여금 그 폭파명령을 거두도록 종용하였다. 이에 수긍한 공병감은 동 명령을 취소하고, 그 대신 이 무렵에 일본에서 공수로 보급된 바 있는 대전차지뢰 20발을 동문의 주위에 매설토록 하는 한편 병력을 성벽 서상에 배치하였다.
이리하여 북문을 저지진지로서 남겨놓고, 김홍일 소장 등 시흥 사령부의 장병은 육군본부의 철수에 이어 오후 늦게 수원시내를 빠져나가 남향길을 재촉케 되었는데, 이윽고 북한군의 전차가 동문 가까이에 나타나 전차포를 휘두르게 되니, 성서에 남아있던 병력이 큰 저항을 하지 못한 채 그 저지선에서 철수하고 말았다.

## 결과 및 영향
국군은 7월 4일에 수원마저 포기하게 됨으로써 마지막 보루가 무너지게 되어 결국 지연전으로써 낙동강을 목표로 물러서게 되었다.
그러므로 국군의 입장에서 보면, 이 전투는 북한군보다도 차라리 시간과 싸웠다고 할 수 있을 것이니, 이는 당시 군이 적을 격멸하고 실지를 회복하는 데에 그 목적을 둔 것이 아니라 다만 시간을 얻기 위하여 싸웠다고 보는 까닭에서이다. 따라서 이 한강 선에서의 일주일이야말로 기사회생의 계기를 잡게 한 실마리가 된다고 할 것이다.
또한 북한군으로서는 이 한강선의 돌파에 의외의 시일이 지연됨으로 말미암아 당초 그들의 기도한 「수원북방에서 아군 병력을 타격」코자 한 뜻대로 되지 않았으며, 또 그렇다고 「미군이 참전하기 전에 방어선을 조기돌파」한다는 것도 그대로 이루어지지 않았던 것으로서 이 같은 작전계획의 차질은 나중에 그들 스스로가 적화통일을 달성치 못한 가장 큰 원인의 하나로 분석하였을 정도인 것이다.

## 참고 자료
- 용산 전쟁기념관